# Telegram (musikalbum)
Telegram är ett remixalbum av den isländska sångerskan och musikern Björk, utgivet i november 1996 på skivbolaget One Little Indian (14 januari 1997 i USA). Titeln är en parafras på Björks album Post, vars låtar har remixats av andra artister, bland andra Brodsky Quartet, Eumir Deodato och Graham Massey. Telegram innehåller även en tidigare outgiven låt, Evelyn Glennie-duetten "My Spine", som ursprungligen skulle finnas med på Post men som ersattes av "Enjoy" och blev då istället b-sida på singeln "It's Oh So Quiet".

## Låtlista
| Nr  | Titel                                                                  | Remixad av           | Längd |
| --- | ---------------------------------------------------------------------- | -------------------- | ----- |
| 1.  | Possibly Maybe (Lucy Mix)                                              | LFO                  | 3:02  |
| 2.  | Hyperballad (Brodsky Quartet Version)                                  | Brodsky Quartet      | 4:20  |
| 3.  | Enjoy (Further Over the Edge Mix)                                      | Outkast              | 4:19  |
| 4.  | My Spine (med Evelyn Glennie)                                          | Originalinspelad låt | 2:33  |
| 5.  | I Miss You (Dobie's Rub Part One – Sunshine Mix; Gästartist: Rodney P) | Dobie                | 5:33  |
| 6.  | Isobel (Deodato Mix)                                                   | Eumir Deodato        | 6:09  |
| 7.  | You've Been Flirting Again (Flirt is a Promise Mix)                    | Björk                | 3:20  |
| 8.  | Cover Me (Dillinja Mix)                                                | Dillinja             | 6:21  |
| 9.  | Army of Me (Massey Mix)                                                | Graham Massey        | 5:15  |
| 10. | Headphones (Ø Remix)                                                   | Mika Vainio          | 6:21  |

## Listplaceringar
| Listor (1997)         | Högsta placering |
| --------------------- | ---------------- |
| Brittiska albumlistan | 59               |
| USA Billboard 200     | 66               |